# セルゲイ・シャキモフ
セルゲイ・シャキモフ（Sergey Shakimov　1972年1月17日- ）はカザフスタンのアスタナ出身の柔道選手。階級は90kg級と95kg級。身長187cm。

## 人物
1993年のアジア選手権95kg級で3位になった。1994年のロシア国際で優勝するも、アジア大会では3位だった。1995年の世界選手権は5位だったが、アジア選手権で優勝した。1996年のアトランタオリンピックでは3回戦でブラジルのアウレリオ・ミゲルに反則負けを喫するが、アジア選手権では優勝した。1997年のアジア選手権では3連覇を達成した。その後階級を90kg級に変更すると、1999年の世界選手権で5位になった。2000年のシドニーオリンピックでは初戦で吉田秀彦に有効で敗れた。

## 主な戦績
95kg級での戦績
- 1993年 - アジア選手権　3位
- 1994年 - ロシア国際　優勝
- 1994年 - アジア大会　3位
- 1995年 - 世界選手権　5位
- 1995年 - アジア選手権　優勝
- 1996年 - アジア選手権　優勝
- 1997年 - 東アジア大会　3位
- 1997年 - アジア選手権　優勝
- 1999年 - 嘉納杯　5位

90kg級での戦績
- 1999年 - ロシア国際　3位
- 1999年 - 世界選手権　5位
- 2001年 - 東アジア大会　3位

(出典)。